# Симон Будний
Симон Будний (пол. Szymon Budny, біл. Сымон Будны; нар. бл. 1530, Буди — пом. 13 січня 1593, Вішнево) — польський та білоруський письменник, філософ, діяч реформації у Великому князівстві Литовському, просвітник.

## Біографія
Народився в селі Буди (Мазовія, Польща). В статті Станіслава Кота про нього (Польський біографічний словник, 1937 рік) вказано, що був поляком, «все життя провів у Литві». Навчався у Краківському університеті та Базельському університеті, прихильник кальвінізму (див. Протестантизм), потім антитринітаризму.
Вперше згаданий в документі 1558 року, коли «суперінтендант» кальвіністів Вільнюса Заціус призначив його катехитом кальвінського збору: мав тричі на тиждень, окрім свят, вести навчання, за що йому було призначено мито 10 злотих щокварталу та харчування в проповідника Курніцького.
Один із засновників кальвіністської друкарні у Несвіжі (нині місто Мінської області, Білорусь), видавець Катехизису, Біблії, Нового Завіту в перекладі на білоруську книжну та польську мови. У передмовах та коментарях з реформаційних позицій відзначав необхідність критичного ставлення до текстів Святого Письма та тлумачення його розмовними мовами. Автор публіцистичних творів, спрямованих проти догматів і деяких основ обрядів католицької та православної церков, вів релігійну полеміку з московським богословом Артемієм, єзуїтами, заперечував догмат про безсмертя душі, Трійцю, проповідував ідею самовладдя, яку розвивали українські богослови кінця 16 — початку 17 століть, віротерпимість, можливість морального удосконалення людини поза Церквою. Закликав розвивати власну культуру та власні традиції. У своїх політичних поглядах дотримувався ідеї справедливого для всіх станів суспільства. Твори Будного поширювалися на українських землях.
Помер у селі Вишнево (нині місто Мінської області, Білорусь).